# 新潟クボタ
株式会社新潟クボタ（にいがたクボタ、Niigata Kubota Corporation）は、新潟県新潟市に本社を置く農業機械販売会社である。

## 事業内容
- クボタ農業機械・エンジン・農業用施設機械・建設機械・住宅機器・緑化関連機器・一般自動車の販売及び修理・整備、肥料農薬の販売、建築工事及び一般住宅のの販売、各種自動販売機の設置及びメンテナンス。

## 取扱商品
新潟クボタができること
1. 農業機械等の販売及び修理
2. 農業施設農業用施設、一般住宅の設計及び施工[6]
3. 自動車、建設機械等の販売及び修理[7]
4. 家電製品の販売及び修理
5. 緑化関連機器の販売及び修理[8]
6. 次世代農業への取り組み支援[9]
7. 農業関連資材、農薬、肥料の販売
8. 全国へ、世界へお米の販路拡大[10]
9. 活農プロジェクト[11]
10. サポートチーム[12]

- クボタトラクターAgriRobo[13]・パワクロ[14]・特別仕様トラクタ特集[15]。
  - 畑作用トラクタM7 130〜170馬力[16][17][18][19][20][21]・GENEST 100〜135馬力[22]・WORLD M1060W 106馬力[23]・REXIA 80〜105馬力[24] ・ WORLD Special Edition 86/101馬力[25]・Agri Robo 100馬力[26]・WORLD M720W 72馬力[27]・REXIA 60〜70馬力[28]・MR70Special 70馬力[29]・Slugger 38〜60馬力[30]・Slugger マニュアルシフト仕様スペシャル 38〜54馬力[31]・Slugger・Slugger Uシフト・Uシャトル仕様スペシャル 35馬力[32]・Slugger 24馬力[33]・New GRANFORCE 22〜30馬力[34]・GRANOVA 17〜22.5馬力[35]・NB21GS 21馬力[36]・NB21スペシャル 21馬力・Bull Star EXTRA 10.5〜19馬力・JB15X SP 15馬力・JB18X SP 13.5馬力・JB13Xスペシャル 13.5馬力・Bull Star EXTRA ローダ専用機・Bull Star EXTRA 超幅狭仕様 13.5馬力[37]・NAVI RIDER 17/22.5馬力[38]。
- クボタ田植機[39]
  - Agri Robo田植機[40]・NAVIWELスペシャルクラス10・8・6条植[41]・NAVIWEL標準クラス・WORLD・ASWEL・PASWEL・Joy Walk〈歩行形〉・鉄コーティング直播機・移植同時側条施薬機・田植同時殺虫殺菌散布機・除草剤散布機。
- クボタ自脱型コンバイン・コンバインハーベスター・バインダー・ハーベスター
  - DIONITH DR7130 130馬力 7条刈[42]・Agri Robo DR6130A 130馬力 6条刈[43]・DIONITH 75〜130馬力 5・6条刈[44]・WORLD WRN6100 100馬力 6条刈[45]・WORLD WRN575[46]・DIONITH DR472 72馬力 4条刈[47]・R462 62馬力 4条刈[48]・R325スペシャル・KALWAY・NEW Racty。
  - DRH1200A 120馬力[49]・DRH1200 DRH1200 120馬力[50]・ERH450・WORLD SC250・クボタバインダー
  - ミニ耕うん機[51]
- クボタ営農支援システム KSAS[52][53][54]。
- 乾田直播[55][56][57][58]
  - ケンブリッヂローラー[59]、グレーンドリル[60]

## 経営理念
人間立社
- 進むべき道〈積み重ねてきた60年の歩み。そして、農業新時代の創造へ〉
  - 私たちは、農業新時代を創造し、常に市場をリードします。
  - 私たちは、社員一人ひとりが成長し、自らの能力を発揮できる職場をつくります。
  - 私たちは、お客様・お取引先・地域など、私たちを支えてくれるすべての人たちに感謝します。
- 価値観
  - 安全第一。決められたことはきちんと守ります。
  - 仲間を大切に。チームとして成果を挙げます。
  - 目指せプロフェッショナル。自らの仕事に誇りを持ちます。
  - 未来のために挑戦。新潟から世界へ羽ばたきます。
  - 仕事は結果・品質。お客様や仲間の期待に応えます。

## 沿革
- 1964年（昭和39年）2月 - 山宮産業株式会社、株式会社山宮商会、株式会社丸勝商会、株式会社村山農機店の企業合同により、久保田鉄工株式会社の資本参加を得て、下越クボタ農機販売株式会社として設立。
- 1971年（昭和46年）4月 - 株式会社丸吉商会を合併し、新潟クボタ農機販売株式会社と改称する。
- 1972年（昭和47年）1月 - 北越機械販売株式会社を合併。
- 1973年（昭和48年）
  - 10月 - 新潟市中央区鳥屋野に物流センター（敷地面積4,600坪）を竣工する。
  - 11月 - 株式会社新潟クボタと改称する。
- 1978年（昭和53年）9月 - 株式会社中央機器を合併。
- 1989年（昭和64年）1月 - 農商部を新設。肥料、農薬部門拡大。
- 1990年（平成2年）1月 - 施設部を建築部と改称し、一般住宅、リフォーム部門を強化。車輌課を新設。
- 1994年（平成6年）7月 - 株式会社新潟農商を設立。
- 1996年（平成8年）5月 - 新津工業団地内に中央サービスセンター（敷地面積7,000坪）竣工。
- 1999年（平成11年）12月 - 本社を新潟市中央区鳥屋野へ移転。
- 2004年（平成16年）12月 - ソリューション営業部を新設。
- 2005年（平成17年）- 新潟県新発田市の農家を支援し、水稲鉄コーティング湛水直播栽培の大規模化を開始[63]。
- 2008年（平成20年）6月 - 株式会社上越クボタ、株式会社小林商店と経営統合。
- 2010年（平成22年）10月 - 中越サービスセンターを設立。「クボタeプロジェクト」で耕作放棄地再生支援に取り組む[64]。
- 2013年（平成25年）5月20日 - MJ Partnersをモンゴル国ウランバートルに設立[65]。
- 2014年（平成26年）12月 - 村上市の6軒の農家と共同で、輸出用のコメの生産を専門に行う農業生産法人を設立[66]。
- 2015年（平成27年）
  - 4月14日 - 6次産業化を支援する地域ファンド「だいし食品産業活性化ファンド」と農林漁業成長産業化支援機構より、新潟農商が第2号投資先として決定[67]。
  - 4月30日 - 新潟農商が「ライスセンター（乾燥調整施設）」を村上市荒川に建設[68]。
  - 6月9日、農業特区に指定された新潟市で農業生産法人を設立。市内の農家と連携し、輸出用米の生産、耕作放棄地での小麦の栽培に取り組む[69][70][71][72]。
  - 8月5日 - 農業特区の規制緩和を活用して、農業生産法人「NKファーム新潟」（新潟市西蒲区）に出資[73][74]。
- 2017年（平成29年）2月 - 株式会社新潟農商本社事務所・精米工場を移転（新潟中央サービスセンター敷地内）。
- 2018年（平成30年）
  - 8月22日 - シベリア鉄道による貨物輸送パイロット事業に参加[75][76]。
  - 9月5日 - 安倍内閣総理大臣が、クボタのICT農機を視察（ローソンファーム新潟圃場）[77]。
- 2022年（令和4年）4月8日 - 新潟県と「みどりの食料システム戦略」推進及び「新潟米の輸出促進」に関する連携協定を締結[78]。
- 2023年（令和5年）6月20日 - 上越市の光が原高原において耕作放棄地再生を実施[79][80]。
- 2024年（令和6年）2月14日 - 新潟クボタ創立60周年記念式典を開催[81]。

## 営業所・サービス本部・車輛部
- 下越地区 
  - 村上営業所 : 村上市古渡路627-2[82]
  - 胎内岩船営業所 : 胎内市東牧776-5[83]
  - 東新発田営業所 : 新発田市岡田1804-3[84]
  - 西新発田営業所 : 新発田市大字佐々木2442-7[85]
  - 阿賀野営業所 : 阿賀野市水原563[86]
  - 津川営業所 : 東蒲原郡阿賀町平堀980[87]
- 新潟地区
  - 豊栄営業所 : 新潟市北区木崎尾山前852-3[88]
  - 五泉営業所 : 五泉市木越518[89]
  - 新津営業所 : 新潟市秋葉区川口乙580-17[90]
  - 白根営業所 : 新潟市南区十五間265-1[91]
  - 新潟営業所 : 新潟市西区槇尾877[92]
  - 巻営業所 : 新潟市西蒲区巻甲4880[93]
  - 金井営業所 : 佐渡市泉587-1[94]
- 中越地区 
  - 保内営業所 : 三条市大字下保内字鎌田313-1[95]
  - 分水営業所 : 燕市新興野11-6[96]
  - 長岡営業所 : 長岡市三ッ郷屋町2-7-19[97]
  - 栃尾出張所 : 長岡市栄町3丁目5-38[98]
  - 小出営業所 : 魚沼市原虫野379-3[99]
  - 十日町営業所 : 十日町市高山丙81-1[100]
  - 六日町営業所 : 南魚沼市西泉田161[101]
- 上越地区
  - 頸北営業所 : 上越市頸城区片津854[102]
  - 上越中央営業所 : 上越市大字下岡原88[103]
  - 妙高営業所 : 妙高市東陽町2-18[104]
- サービス本部
  - 新潟中央サービスセンター : 新潟市秋葉区川口580-17[105]
  - 黒川サービスセンター : 胎内市東牧776-5[106]
  - 中越サービスセンター：長岡市摂田屋町2619-1[107]
  - 上越サービスセンター : 上越市三和区下中892[108]
- 車輛部
  - 車輌・特販事業部（下越）:新潟市中央区鳥屋野331番地[109]
  - 車輌・特販事業部（上越）:上越市平成町162番地[110]

## 本部・事業部
- サービス本部〈サービス企画・CS技術・部品部〉
- 営業本部〈営業企画・業務・みどりの食料システム戦略貢献・農場推進部〉
- 管理本部〈財務管理・総務人事・経営企画部〉
- 直販事業部〈第一・第二・第三事業部〉
- 代販事業部
- 農業施設事業部
- 車輌・特販事業部
- サービス事業部
- 米穀・肥料事業部

## 子会社・関連会社
- 株式会社新潟農商[111]
- 株式会社NKファーム村上〈農業生産法人〉[112]
- 株式会社NKファーム新潟〈農業生産法人〉[113]
- MJパートナーズ〈モンゴル合弁会社〉
- MJアクリテック〈モンゴル合弁会社〉[114]